# Поса-Рика-де-Идальго
Поса-Рика-де-Идальго (исп. Poza Rica de Hidalgo) — город и муниципалитет в Мексике, входит в штат Веракрус. Население — 181 438 человек.

## Известные уроженцы, жители
Кабрера, Энрике — мексиканский скульптор, также известный, как реставратор, музыкант.

## Транспорт
Город обслуживает национальный аэропорт Эль-Тахин.